# F
F, f er det sjette bogstav i det latinske alfabet.  Den tilhører den gruppe af bogstaver vi kalder konsonanter.

## Andre betydninger
Tegnet F har mange betydninger:
1. F er en forkortelse for den/det følgende:
  1. I musikken 4. tone i den diatoniske C-dur skala (F (tone)).
  2. Kemisk tegn for fluor.
  3. Romertal for 40.
  4. Botanisk: Form
  5. Den afledte SI-enhed for elektrisk kapacitet farad.
  6. Partibogstav for Socialistisk Folkeparti
  7. Kendingsbogstav for biler fra Frankrig
  8. Temperaturskalaen Fahrenheit.
  9. Det musikalske udtryk forte.
  10. fysikkens betegnelse for kraft.
  11. Litterært: følgende side (ff betyder: flere følgende sider)
2. I det hexadecimale talsystem repræsenterer F et ciffer med  værdien 15.